# Exocentrus theresae
Exocentrus theresae är en skalbaggsart som beskrevs av Maurice Pic 1939. Exocentrus theresae ingår i släktet Exocentrus och familjen långhorningar. Inga underarter finns listade i Catalogue of Life.